# Carl Størmer
Fredrik Carl Mülertz Størmer, född 3 september 1874 i Skien, död 13 augusti 1957 på Blindern i Oslo, var en norsk matematiker. Han var far till Leif Størmer och farfar till Erling Størmer.
Størmer visade redan som skolpojke utpräglad matematisk begåvning. År 1892, kort innan han blev student, upptog Videnskabsselskabet i Kristiania hans arbete Summation af nogle trigonometriske Rækker i sina skrifter. De talföljder, han här behandlade, hade trots sin märkliga enkelhet ej tidigare beaktats, och hans upptäckt väckte inte obetydlig uppmärksamhet. Då han 1898 blev kandidat, hade han redan publicerat en rad arbeten, i synnerhet om talteori. År 1899 blev han universitetsstipendiat och 1903 professor i matematik vid Kristiania universitet. 

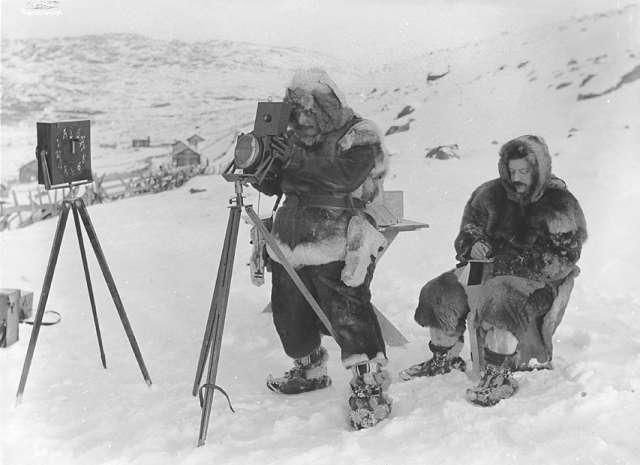
Carl Størmer och hans assistent Bernt Johannes Birkeland fotograferar norrsken i Alta i Norge.

Størmer gjorde en viktig insats genom ta fram en rad dokument som belyser Niels Henrik Abels liv. Han nedlade även ett betydande arbete i undersökningen av Sophus Lies efterlämnade manuskript. Under senare år ägnade han sig i hög grad åt att matematiskt behandla problemet om elektronbanorna i jordens magnetfält, förutsatt att jorden kan betraktas som en elementarmagnet, och han lyckades att rent teoretiskt redogöra för väsentliga drag av norrskenets och de geomagnetiska stormarnas natur. År 1910 företog han en expedition till Bosekop för att fotografera norrsken, och genom fotografering samtidigt från två stationer förbundna med telefon kunde han bestämma norrskenets höjd med stor noggrannhet. 
Størmer var utländsk ledamot av Royal Society och korresponderande ledamot av franska Vetenskapsakademien. Han var även utländsk ledamot av svenska Vetenskapsakademien (1949). Han tilldelades Fridtjof Nansens belønning for fremragende forskning 1910 och Janssenmedaljen 1922.